# My California
My California – piąty album studyjny amerykańskiej piosenkarki Beth Hart. Wydawnictwo ukazało się 11 października 2010 roku nakładem wytwórni muzycznej Mascot Records. Album został zarejestrowany we współpracy z duńskim producentem muzycznym Rune Westbergiem. 

## Lista utworów
Opracowano na podstawie materiału źródłowego.
| Nr  | Tytuł utworu                        | Autorzy                     | Długość |
| --- | ----------------------------------- | --------------------------- | ------- |
| 1.  | „My California”                     | Beth Hart, Rune Westberg    | 4:35    |
| 2.  | „Life Is Calling”                   | Westberg, Hart              | 3:51    |
| 3.  | „Happiness...Any Day Now”           | Tim Fagan, Westberg, Hart   | 4:22    |
| 4.  | „Love Is the Hardest”               | Westberg, Hart              | 3:44    |
| 5.  | „Bad Love Is Good Enough”           | Westberg, Hart              | 4:27    |
| 6.  | „Drive”                             | Westberg, Hart              | 3:34    |
| 7.  | „Sister Heroine” (gościnnie: Slash) | Westberg, Hart              | 4:29    |
| 8.  | „Take It Easy on Me”                | Westberg, Hart              | 4:14    |
| 9.  | „Like You (And Everyone Else)”      | Westberg, Hart              | 4:36    |
| 10. | „Everybody Is Sober”                | Jon Nichols, Westberg, Hart | 4:17    |
| 11. | „Weight of the World”               | Hart                        | 4:50    |
|     |                                     |                             | 46:59   |

## Listy sprzedaży
| Lista       | Kraj     | Pozycja |
| ----------- | -------- | ------- |
| Tracklisten | Dania    | 13      |
| MegaCharts  | Holandia | 12      |
| VG-lista    | Norwegia | 11      |